# 駿台グループ

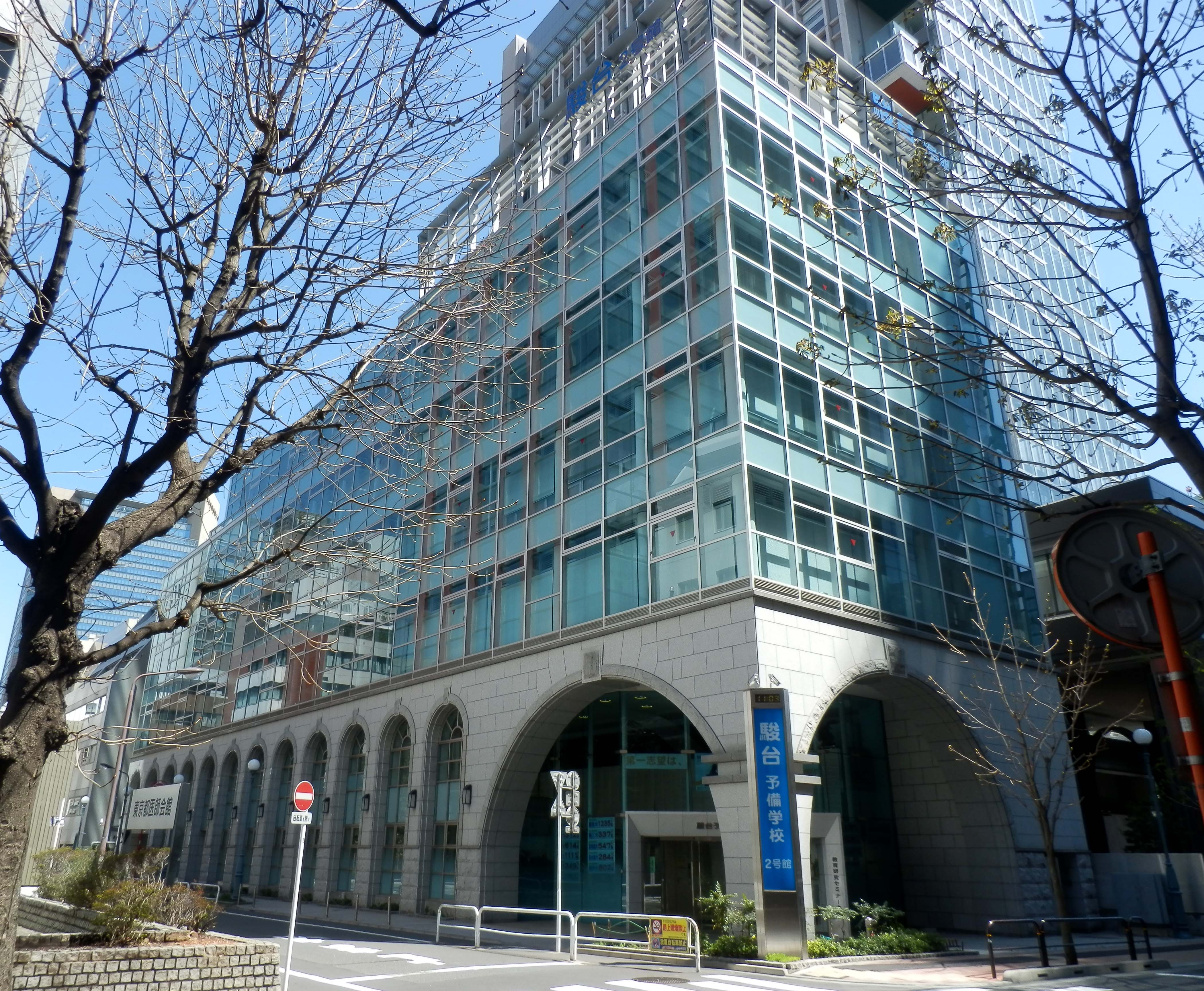
神田駿河台にある駿台予備学校。

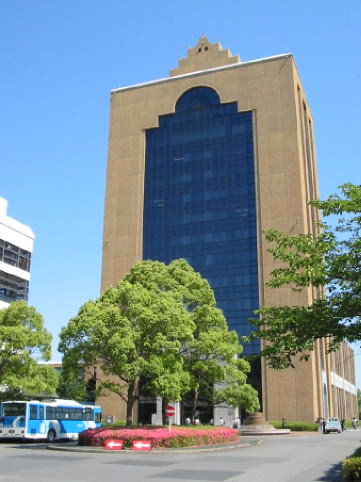
飯能市にある駿河台大学。

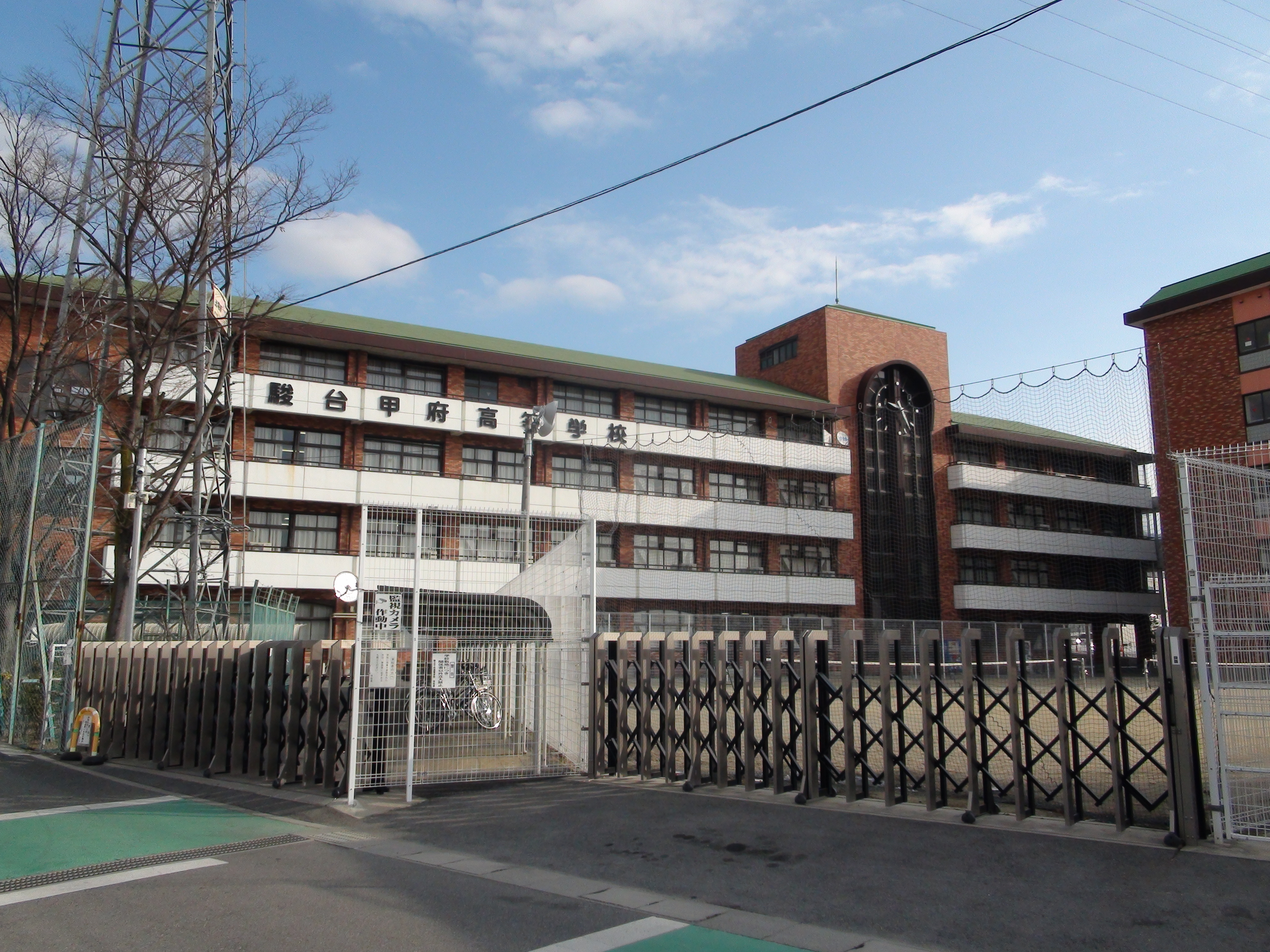
甲府市にある駿台甲府小学校・中学校・高等学校。

駿台グループ （すんだいグループ、英語:Sundai Group）は、駿台予備学校を中核とする日本の教育グループである。東京都の神田駿河台に本部を置く。

## 概要
駿台グループの中心を担う駿台予備学校は、1918年（大正7年）に山崎寿春（山崎家）によって創業された。大学受験における三大予備校のひとつに数えられ、現存する日本最古の予備学校でもある。山崎家は日本の教育に大きな足跡を残してきた。
1927年（昭和2年）に、大日本国民中学会ビルの5階の大教室を借りて駿台高等豫備學校を設立。断続的な学習環境を得て。1930年（昭和5年）には、各種学校として東京府の認可を受けた。1987年（昭和62年）には、 山崎寿春の息子の山崎春之によって駿河台大学を開学した。
息子の山崎善久は、学校法人駿河台大学および学校法人駿台甲府学園前理事長を務め、継母の山崎良子は、学校法人駿河台学園の現理事長である。

## 予備学校
予備学校は同グループの専修学校と同じ学校法人（学校法人駿河台学園）によって運営されている。難関大学合格に向けて、駿台文庫を通じ、過去問を収録した青本の販売、全国入試模試センターによる駿台模試（実戦模試）のような独自の模擬試験の実施している。
キャッチコピーは「第一志望は、ゆずれない。」

### 主な予備学校一覧
専修学校（一般課程）
| 地区   | 校舎       | 所在地           | 開校   |
| ------ | ---------- | ---------------- | ------ |
| 首都圏 | お茶の水校 | 東京都千代田区   | 1940年 |
| 首都圏 | 市谷校舎   | 東京都新宿区     | 1980年 |
| 首都圏 | 池袋校     | 東京都豊島区     | 1987年 |
| 首都圏 | 大宮校     | 埼玉県さいたま市 | 1984年 |
| 首都圏 | 横浜校     | 神奈川県横浜市   | 1987年 |
| 首都圏 | 立川校     | 東京都立川市     | 2008年 |
| 首都圏 | 町田校     | 東京都町田市     | 1995年 |
| 首都圏 | 千葉校     | 千葉県千葉市     | 1993年 |
| 首都圏 | 津田沼校   | 千葉県習志野市   | 2005年 |
| 首都圏 | 柏校       | 千葉県柏市       | 1994年 |
| 関西   | 京都校     | 京都府京都市     | 1971年 |
| 九州   | 福岡校     | 福岡県福岡市     | 1994年 |

各種学校
| 地区     | 校舎     | 所在地         | 開校   |
| -------- | -------- | -------------- | ------ |
| 北海道   | 札幌校   | 北海道札幌市   | 1993年 |
| 東北     | 仙台校   | 宮城県仙台市   | 1993年 |
| 中部     | 名古屋校 | 愛知県名古屋市 | 1984年 |
| 近畿     | 京都南校 | 京都府京都市   | 1989年 |
| 近畿     | 大阪校   | 大阪府吹田市   | 1981年 |
| 近畿     | 梅田校   | 大阪府大阪市   | 2022年 |
| 近畿     | 大阪南校 | 大阪府大阪市   | 1989年 |
| 近畿     | 上本町校 | 大阪府大阪市   | 1995年 |
| 近畿     | 神戸校   | 兵庫県神戸市   | 1992年 |
| 中国地方 | 広島校   | 広島県広島市   | 2014年 |

## 教育機関
| 設置者                   | 学校法人駿河台大学   | 学校法人駿河台学園 | 学校法人駿台甲府学園             |
| ------------------------ | -------------------- | --- | -------------------------------- |
| 大学                     | 駿河台大学           | |                                  |
| 専修学校                 |                      | - 駿台観光&ホテルブライダルビジネスカレッジ - 駿台外語グローバルビジネスカレッジ - 駿台ITビジネスカレッジ - 駿台法律経済ビジネスカレッジ - 駿台観光&外語ビジネスカレッジ大阪 |                                  |
| 小学校・中学校・高等学校 |                      | | 駿台甲府小学校・中学校・高等学校 |
| 幼稚園                   | 駿河台大学第一幼稚園 | |                                  |

### 大学
- 駿河台大学

### 専門学校（専門課程）
- 駿台観光&ホテルブライダルビジネスカレッジ
- 駿台外語グローバルビジネスカレッジ
- 駿台ITビジネスカレッジ
- 駿台法律経済ビジネスカレッジ
- 駿台観光&外語ビジネスカレッジ大阪
- 駿台ホテル観光事業専門学校（廃校）

### 小学校・中学校・高等学校
- 駿台甲府小学校・中学校・高等学校

### 幼稚園
- 駿河台大学第一幼稚園

## 教育機関（国外）
駿台の海外校と帰国生クラス（お茶の水に設置）の運営をしている。
- 香港校
- シンガポール校
- 蘇州校
- 上海校
- 浦東校（上海）
- マレーシア校
- ニューヨーク校
- ニュージャージー校

### 全日制私立学校
- 駿台ミシガン国際学院
- 駿台アイルランド国際学院（英語版）

## 駿台教育振興株式会社
- 駿台・駿台現役フロンティア - 大学受験予備校。のちに専修学校化して「駿台予備学校」（前記の駿河台学園に経営移管）となった校舎もある。
- 駿台中学部・駿台高等部 - 学習塾。
- 駿台個別教育センター - 個別指導塾。

## 付帯教育機関
- 駿台文庫
- 駿台教育研究所
- エスエイティーティー株式会社
  - M-School

## 関連人物
- 山崎寿春
- 山崎春之
- 山崎善久
- 山崎良子